# Жинью, Франсуаза
Франсуаза Мария Генриетта Тереза Жинью (до замужества — Матюссье; фр. Françoise Marie Henriette Therese Gignoux (Matussiere); 22 февраля 1923, Гренобль — 24 октября 1996, XV округ Парижа) — французская горнолыжница и автогонщица. Участница зимних Олимпийских игр 1948 года.

## Биография
Франсуаза Жинью родилась 22 февраля 1923 года во французском городе Гренобль.
В 1948 году вошла в состав сборной Франции на зимних Олимпийских играх в Санкт-Морице. В скоростном спуске поделила 7-8-е места, показав результат 2 минуты 32,4 секунды и уступив 4,1 секунды завоевавшей золото Хеди Шлунеггер из Швейцарии. В слаломе заняла 12-е место, показав по сумме двух заездов результат 2.10,3 и уступив 13,1 секунды выигравшей золото Гретхен Фрейзер из США. В комбинации заняла 5-е место, набрав 8,14 балла и уступив 1,56 балла завоевавшей золото Труде Байзер из Австрии.
Также занималась автоспортом. Трижды участвовала в автомобильной гонке «Тур де Франс» — в 1951 году с Десколлонжем, в 1952 году — с Марком Жинью, в 1953 году — с Билли Бонне.
Умерла 24 октября 1996 года в Париже.